# 陳嘉銘 (中研院)
陳嘉銘，國立台灣大學政治系兼任副教授，中央研究院人文社會科學研究中心副研究員。主要研究領域為政治哲學、民主政治、社會正義、政治共同體理論、國際政治理論、啟蒙運動、西洋政治思想史。

## 經歷
畢業於建國中學，聯考高分錄取台大電機系，大學時適逢1990年代台灣教育改革，陳嘉銘因嚮往自由教育的理念，參與人本教育基金會主辦的實驗教育營隊，在營隊中開始思考自由民主的意涵，加上受當時修習的政治哲學課程啟發，電機系畢業後決定轉換領域進入台大政治所投入政治哲學研究。
2009年，於美國芝加哥大學取得政治學博士學位，博士論文受著有《正義與差異政治》（Justice and the Politics of Difference）的美國政治哲學家艾里斯·瑪麗恩·楊指導，2017年該書中文譯本出版時，陳嘉銘執筆了推薦序〈不馴服的正義〉。
2010年，回國後於台大政治系任教，開設的「西洋政治哲學概論」課程頗受好評，課程錄影於臺大開放式課程(NTU OpenCourseWare)公開。

## 社會參與
2014年太陽花學運期間，認為開設之「當代正義理論專題」課程內容與服貿協議高度相關，曾將課堂移至立法院周邊進行。
2020年至2023年擔任臺灣民間真相與和解促進會理事長，監督促進轉型正義委員會運作、倡議政治檔案公開，並推動社會討論並關注轉型正義議題。
不定時發表與政治、時事相關文章，其投稿、專欄可見於菜市場政治學、思想坦克等地，並時常為網路媒體所引用。

## 著作目錄

### 專書(論文集)之一章
- 陳嘉銘，2022，〈「自然非群性」的盧梭變奏:從共和帝國主義到共和邦聯〉，曾國祥、劉佳昊編，《帝國與文明：政治思想的全球轉向》，頁125-152，台北：聯經出版社。

- 陳嘉銘，2021，〈廖文奎的臺灣民族主義的道德性〉，吳叡人、吳冠緯編，《廖文奎文獻選》，頁435-453，台北市：國立臺灣大學出版中心。

## 外部連結
- 陳嘉銘 - 中央研究院人文社科研究所 （页面存档备份，存于）

- 陳嘉銘， 作者思想坦克｜Voicettank （页面存档备份，存于）

- 西洋政治哲學概論-政治系-陳嘉銘 （页面存档备份，存于）

- 陳嘉銘-菜市場政治學 （页面存档备份，存于）